# Paspalum nesiotes
Paspalum nesiotes är en gräsart som beskrevs av Mary Agnes Chase. Paspalum nesiotes ingår i släktet tvillinghirser, och familjen gräs. Inga underarter finns listade i Catalogue of Life.